# Audrey Rose
Pour plus de détails, voir Fiche technique et Distribution.
Audrey Rose est un film américain réalisé par Robert Wise, sorti en 1977.

## Synopsis
Un étranger tente de convaincre une famille heureuse que sa fille Ivy n'est autre que la réincarnation de sa propre fille Audrey, brûlée vive dans un accident de la route onze ans auparavant.

## Fiche technique
- Titre : Audrey Rose
- Réalisation : Robert Wise
- Scénario : Frank De Felitta d'après son propre roman
- Production : Frank de Felitta et Joe Wizan
- Musique : Michael Small
- Photographie : Victor J. Kemper
- Montage : Carl Kress
- Décors : Harry Horner
- Costumes : Dorothy Jeakins
- Pays de production : États-Unis
- Format : Couleurs - 1,85:1 - Mono - 35 mm
- Genre : Fantastique
- Durée : 113 minutes
- Dates de sortie : 6 avril 1977 (États-Unis), novembre 1977 (France)
- Affiche : Jouineau Bourduge (France)

## Distribution
- Marsha Mason (VF : Arlette Thomas) : Janice Templeton
- Anthony Hopkins (VF : Marc de Georgi) : Elliot Hoover
- Susan Swift (VF : Séverine Morisot) : Ivy Templeton / Audrey Rose
- John Beck (VF : Pierre Hatet) : Bill Templeton
- Norman Lloyd (VF : Jean Berger) : Dr Steven Lipscomb
- John Hillerman (VF : Gabriel Cattand) : procureur Scott Velie
- Robert Walden (VF : Serge Lhorca) : Brice Mack
- Philip Sterling (VF : Michel Gudin) : juge Harmon Langley
- Ivy Jones (VF : Jeanine Freson) : Mary Lou Sides
- Stephen Pearlman : Russ Rothman
- Aly Wassil (VF : Sady Rebbot) : Maharishi Gupta Pradesh
- Mary Jackson (VF : Monique Mélinand) : Mère Veronica
- Richard Lawson : policier
- Tony Brande : inspecteur Fallon
- Elizabeth Farley : Carole Rothman
- Karen Anders (VF : Ginette Frank) : Maria

## À propos du film
- D'après le livre The Case for Reincarnation écrit par Joe Fisher, l'histoire d'Audrey Rose serait inspirée par un événement réel vécu par Frank de Felitta, auteur du roman original et scénariste du film. Un jour, chez lui, il entendit une main experte jouer au piano des airs de ragtime depuis son salon. Quelle ne fut pas sa surprise de constater que c'était son propre fils âgé de 6 ans, qui n'avait jamais reçu de cours de musique. « Mes doigts bougent tout seul, papa ! » lui dit le garçon. « N'est-ce pas merveilleux ? »
- Brooke Shields a auditionné pour le rôle-titre.
- Il s'agit du premier film de Susan Swift.